# Bałdy
Bałdy (deutsch Balden) ist ein kleines Dorf in der polnischen Woiwodschaft Ermland-Masuren. Es gehört zur Gmina Purda (Landgemeinde Groß Purden) im Powiat Olsztyński (Kreis Allenstein).

## Geographische Lage
Bałdy liegt in der südöstlichen Mitte der Woiwodschaft Ermland-Masuren, 29 Kilometer nördlich der einstigen Kreisstadt Neidenburg (polnisch Nidzica) bzw. 20 Kilometer südöstlich der heutigen Kreismetropole Olsztyn (deutsch Allenstein).

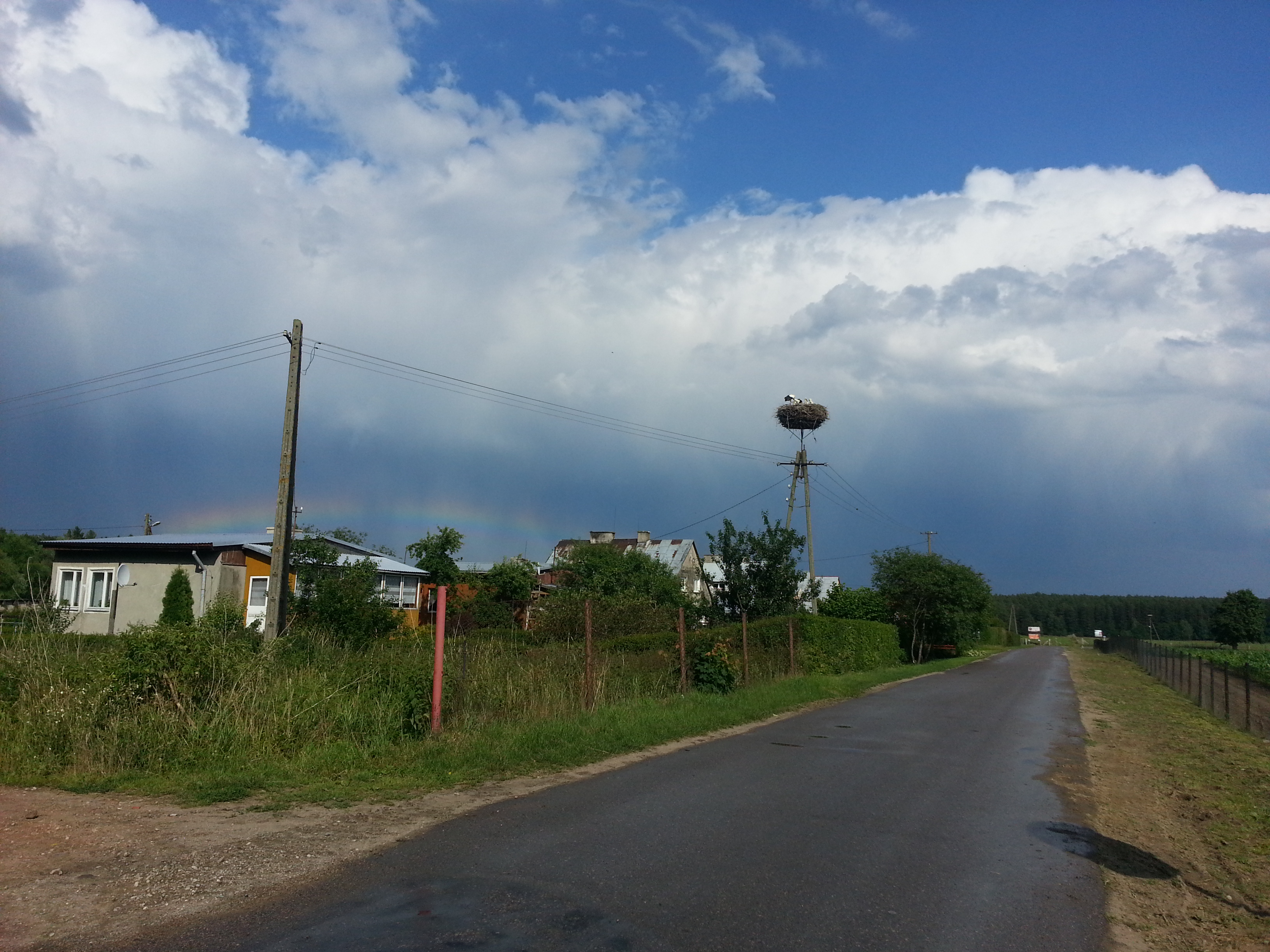
Dorfstraße mit Storchennest in Bałdy

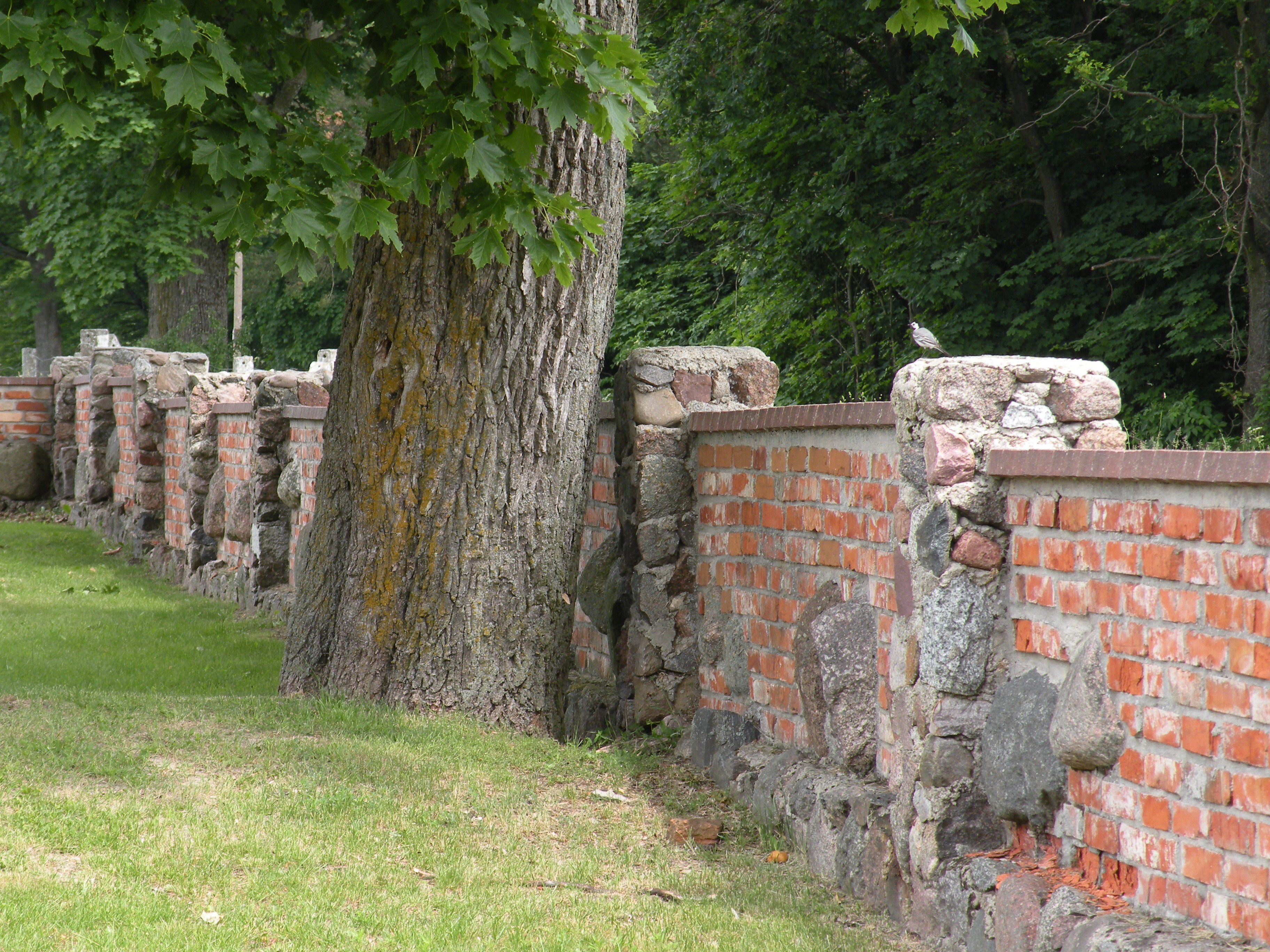
Alte Umfassungsmauer in Bałdy

|  |

## Geschichte

### Ortsgeschichte
Baltze, nach 1574 Baldi genannt, wurde 1418 erstmals erwähnt, als der Hochmeister des Deutschen Ordens, Michael Küchmeister, dem Ritter Hartmann ein Landgut verlieh. Die Besitzer des  mehr als 1000 Hektar großen Guts wechselten häufig, bis schließlich Richard Palmowski Eigentümer wurde: er verkaufte 1919 das Gut an den Staat, der es als Domäne verpachtete. Jetzt umfasste es nur von 450 Hektar, aber außer den üblichen Wirtschaftsgebäuden gab es eine Brennerei, eine eigene Stromversorgung, eine Molkerei, Schmiede, Tischlerei, einen großen Speicher u. a. m. Nach 1945 wurde es Staatsgut. Heute ist es Eigentum der Ermländisch-Masurischen Universität, die es für Forschungs- und Lehrzwecke nutzt.
Am 28. Mai 1874 wurde Balden Amtsdorf und damit namensgebend für einen Amtsbezirk im Kreis Neidenburg, der bis 1945 bestand und zum Regierungsbezirk Königsberg (ab 1905 Regierungsbezirk Allenstein) in der preußischen Provinz Ostpreußen gehörte. Im Jahre 1910 wurde in Balden 146 Einwohner gezählt.
Am 1. November 1928 schloss sich der Gutsbezirk Balden mit der benachbarten Landgemeinde Baldenofen (polnisch Bałdzki Piec) zur neuen Landgemeinde Balden zusammen. Die Zahl der Einwohner belief sich 1933 auf 214 und 1939 auf 229.
Mit dem gesamten südlichen Ostpreußen wurde Balden 1945 in Kriegsfolge an Polen überstellt. Das Dorf erhielt die polnische Namensform „Bałdy“ und ist heute eine Ortschaft im Verbund der Landgemeinde Purda (Groß Purden) im Powiat Olsztyński (Kreis Allenstein), bis 1998 der Woiwodschaft Olsztyn, seither der Woiwodschaft Ermland-Masuren zugehörig.

### Amtsbezirk Balden (1874–1945)
Zum Amtsbezirk Balden gehörten die Kommunen:
| Deutscher Name                                                              | Polnischer Name | Anmerkungen                         |
| --------------------------------------------------------------------------- | --------------- | ----------------------------------- |
| Balden                                                                      | Bałdy           |                                     |
| Baldenofen                                                                  | Bałdzki Piec    | 1928 mit Balden zusammengeschlossen |
| Gimmendorf                                                                  | Zgniłocha       |                                     |
| Layß                                                                        | Łajs            |                                     |
| ab 1897: Ramuck, Forst (ab 1929: Ramucker Heide (Anteil Neidenburg), Forst) |                 |                                     |

## „Bischofsallee“

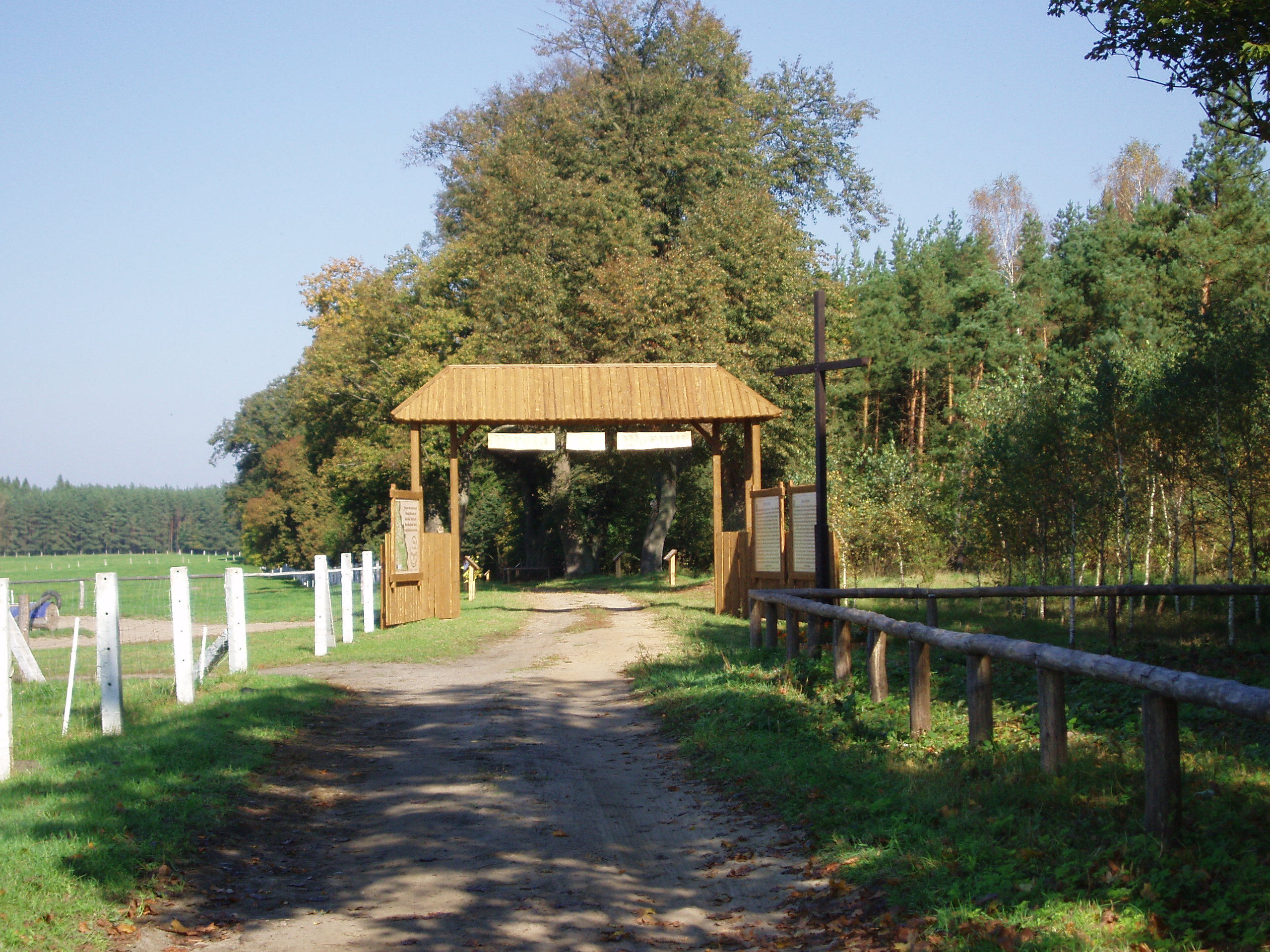
Eingangstor zur Bischofsallee

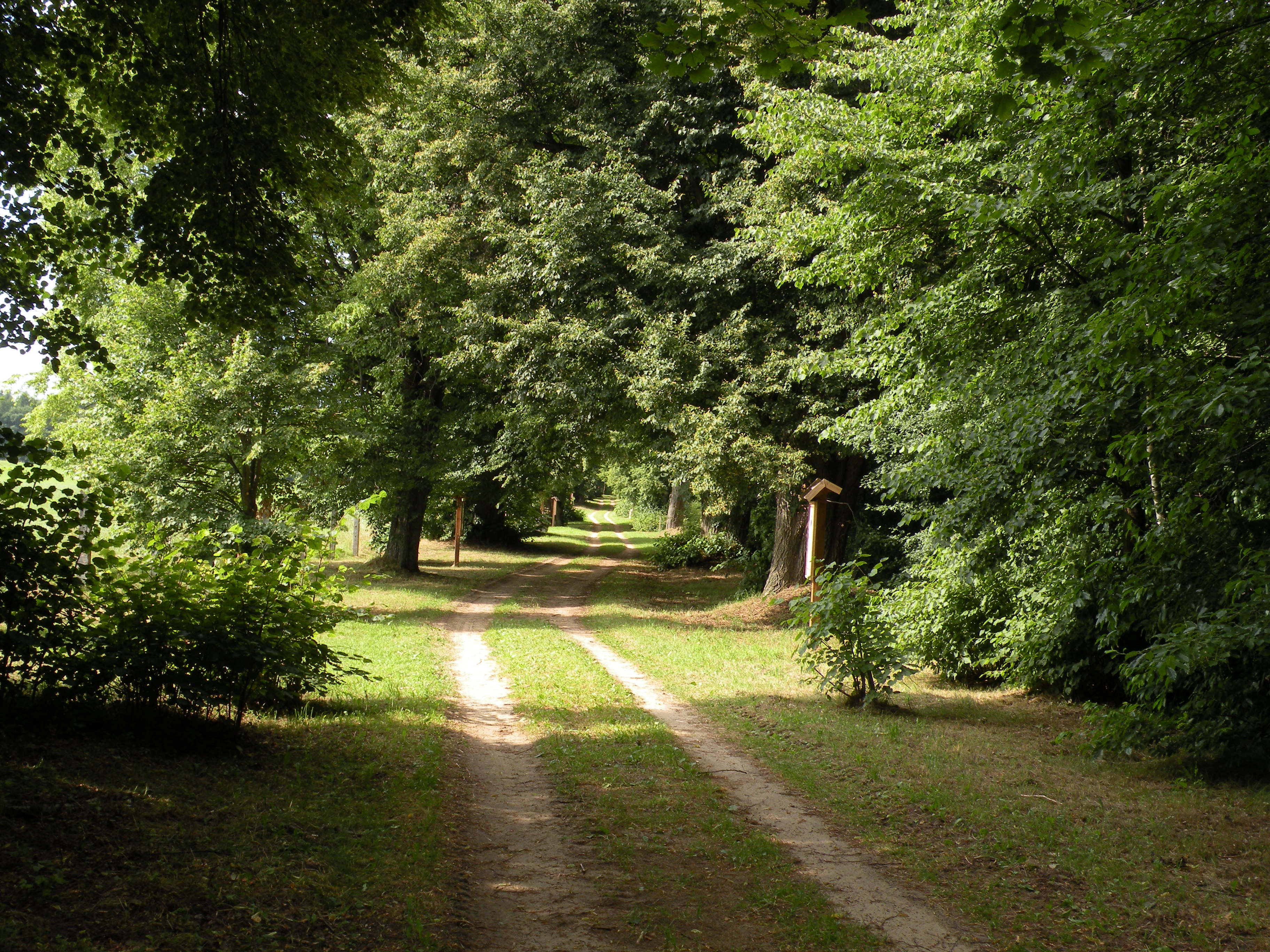
Bischofsallee

In der Zeit zwischen den Amtsperioden der Bischöfe Stanislaus Hosius (ab 1551) und Ignatius Krasnicki (bis 1795) war es Tradition geworden, dass die Amtsträger bei Amtsantritt von Balden(in Masuren) aus den Weg nach Wuttrienen (im Ermland) beschritten, begleitet von prominenten Persönlichkeiten und zahlreichen Kirchengliedern. Die Erinnerung an diese Zeit ließ 2006 die Idee aufkommen, den damals wie heute mit Linden gesäumten Weg nicht nur als Touristenattraktion gestalterisch nachzuempfinden. Auf Initiative von Edward Cyfus entstand so die „Bischofsallee“ (polnisch Aleja Biskupów) mit Gedenksteinen und -tafeln neben jedem Baum für die Bischöfe jener Zeit. Am 16. September 2006 fand die feierliche Eröffnung des Weges durch Wojciech Ziemba (erster Erzbischof des 1992 geschaffenen Erzbistums Ermland) statt. Ein Jahr später besuchte der damalige Primas der römisch-katholischen Kirche Polens, Kardinal Józef Glemp, die Bischofsallee. Er wurde begleitet vom Apostolischen Nuntius Józef Kowalczyk und Erzbischof Ziemba. In den Folgejahren wurden weitere Gedenksteine und -tafeln enthüllt, so auch im Jahre 2010, als der Hochmeister und Generalabt des Deutschen Ordens Bruno Platter zu eben diesem Zweck anreiste.

## Kirche

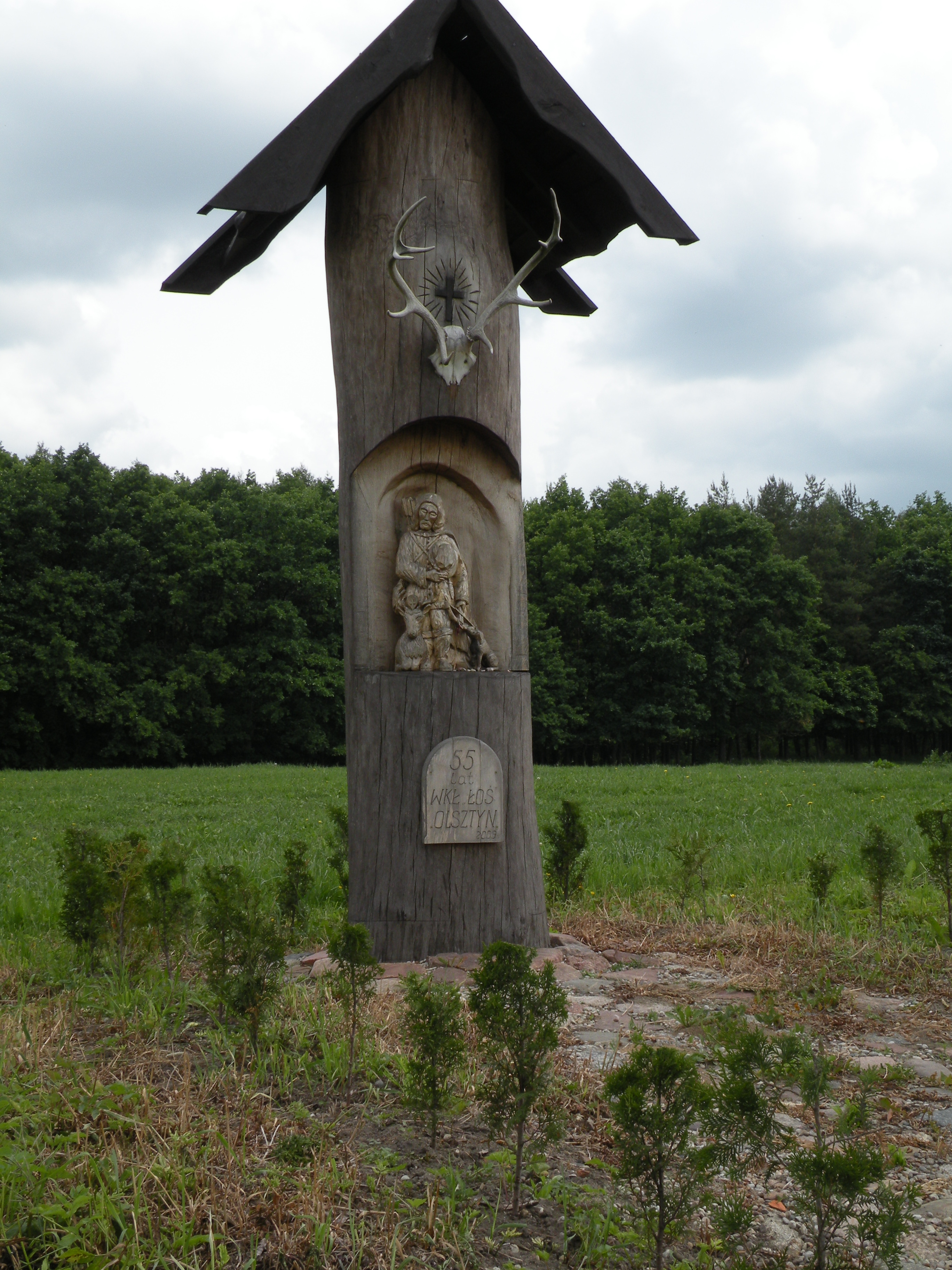
Wegekreuz in Bałdy

### Römisch-katholisch
Vor 1945 gehörten die katholischen Einwohner von Balden zur Pfarrei in Wuttrienen im Bistum Ermland. Der Bezug zu Butryny besteht auch heute noch in der 1992 zum Erzbistum Ermland erhobenen Erzdiözese.

### Evangelisch
Bis 1945 war Balden in die Kirche Neu Bartelsdorf (polnisch Nowy Wieś) in der Kirchenprovinz Ostpreußen der Kirche der Altpreußischen Union eingepfarrt. Heute gehört Bałdy zur Pfarrei Pasym (Passenheim) mit der Filialgemeinde Jedwabno (1938 bis 1945 Gedwangen) in der Diözese Masuren der Evangelisch-Augsburgischen Kirche in Polen.

## Schule

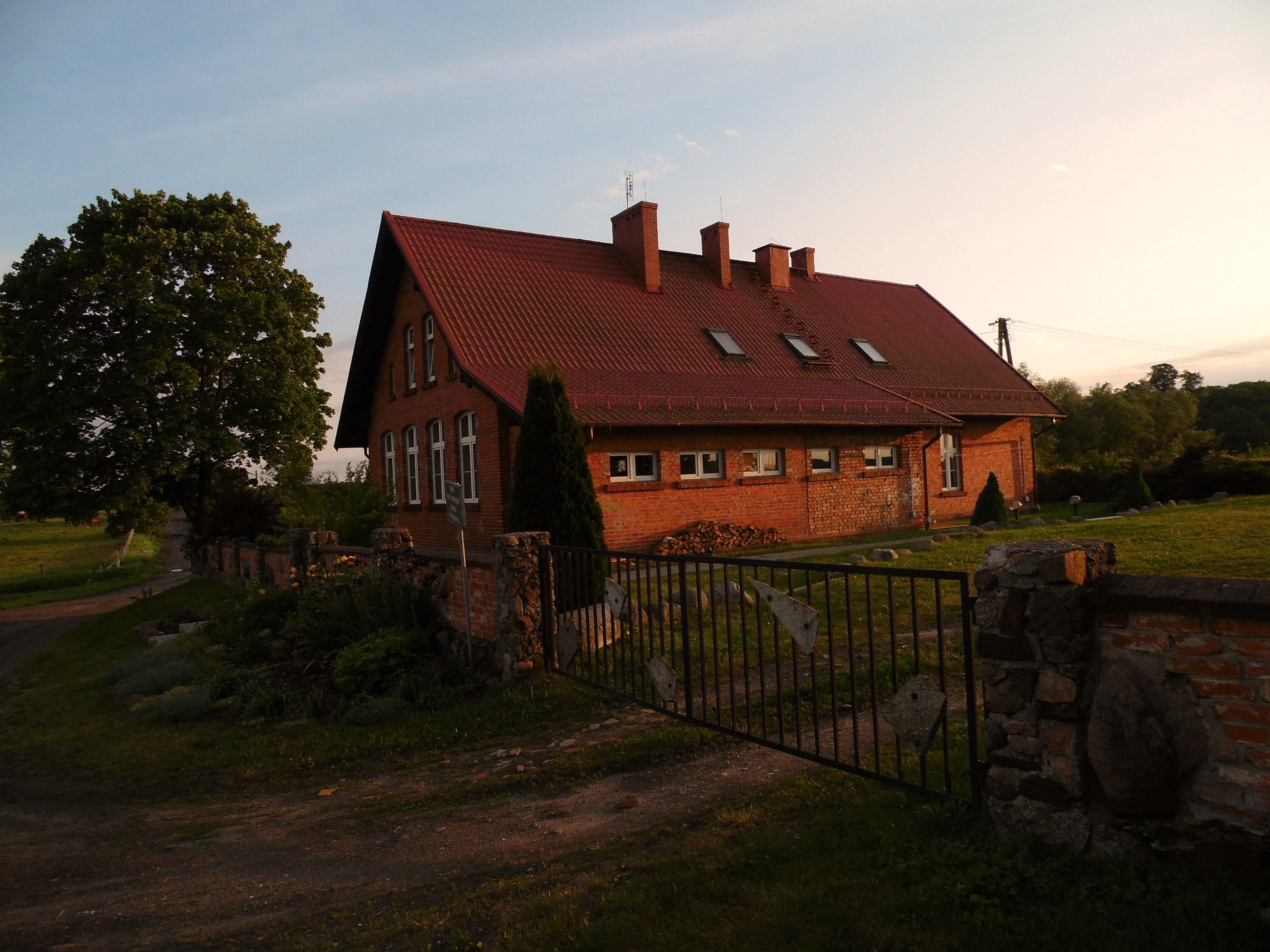
Altes Schulgebäude in Bałdy

Vor 1945 gab es in Balden eine einklassige Dorfschule mit Lehrerwohnung im Schulhaus.

## Verkehr
Bałdy liegt östlich der Woiwodschaftsstraße 598 und ist von Butryny (Wuttrienen) aus auf direktem Wege erreichbar. Auch von Bałdzki Piec (Baldenofen) besteht eine Straßenverbindung nach Bałdy. Ein Anschluss an den Bahnverkehr existiert nicht.